# Adelpreto II
Adelpreto II (... – 1172 o 1177) è stato un vescovo cattolico italiano.
Di Adelpreto (o Adalpreto), che fu vescovo di Trento dal 17 settembre 1156 al 1172 o al 1177, sono dubbie le circostanze che lo portarono a morte ed è nota la polemica innescata da Girolamo Tartarotti a partire dal 1754, che mise in dubbio la santità del vescovo. Dal 1914 viene venerato come beato.

## Biografia
Di lui non si conoscono con certezza origini e data di nascita.
Un documento redatto in occasione di una Dieta di Ratisbona nell'anno 1156 riporta il nome di un Adalpreto (in altre versioni Adelpreto o Alberto), vescovo di Trento, che proprio in occasione di tale consesso ottiene ufficialmente dall'imperatore Federico Barbarossa l'investitura temporale del principato di Trento. Di questo personaggio non si hanno informazioni certe (malgrado una Sancti Adelpreti Vita redatta da frate Bartolomeo di Trento nella prima metà del secolo XIII) tuttavia è possibile attribuirgli origini nobili legate alla famiglia imperiale degli Hohenstaufen, una formazione letteraria e la nomina a vescovo mediante elezione.
In qualità di principe vescovo di Trento, Adelpreto dovette affrontare numerosi problemi di natura economica e politica che afflissero all'epoca il principato. In alcune occasioni il vescovo Adelpreto, convinto sostenitore delle idee imperiali, si scontrò duramente con alcune famiglie sue feudatarie. Non è chiara la posizione di Adalpreto di fronte allo scisma provocato dalla lotta tra papato e impero, ma si sa che appoggiò l'Imperatore. Nell'anno 1158, mentre scortava nel territorio tridentino alcuni cardinali inviati in Germania da papa Adriano IV, venne aggredito e catturato dai conti di Appiano e riuscì a fuggire a fatica. Forse fu vicario imperiale (in un documento del 1164 egli figura come domini imperatoris vicarius). Nel governo del territorio si pose come garante della giustizia e della pace sociale per difendere i più deboli dalle angherie delle famiglie nobili. Fondò alcune chiese e conventi.
I contrasti con alcuni potenti feudatari intanto si inasprirono e nell'anno 1177, l'otto marzo, il vescovo e il suo seguito forse furono attaccati a Rovereto dove c'è una lapide a ricordo dell'avvenimento. Aldrighetto di Castelbarco avrebbe colpito a morte il vescovo e il corpo di Adalpreto sarebbe poi stato trasportato nella cattedrale di San Vigilio, dove fu sepolto.

## La lapide

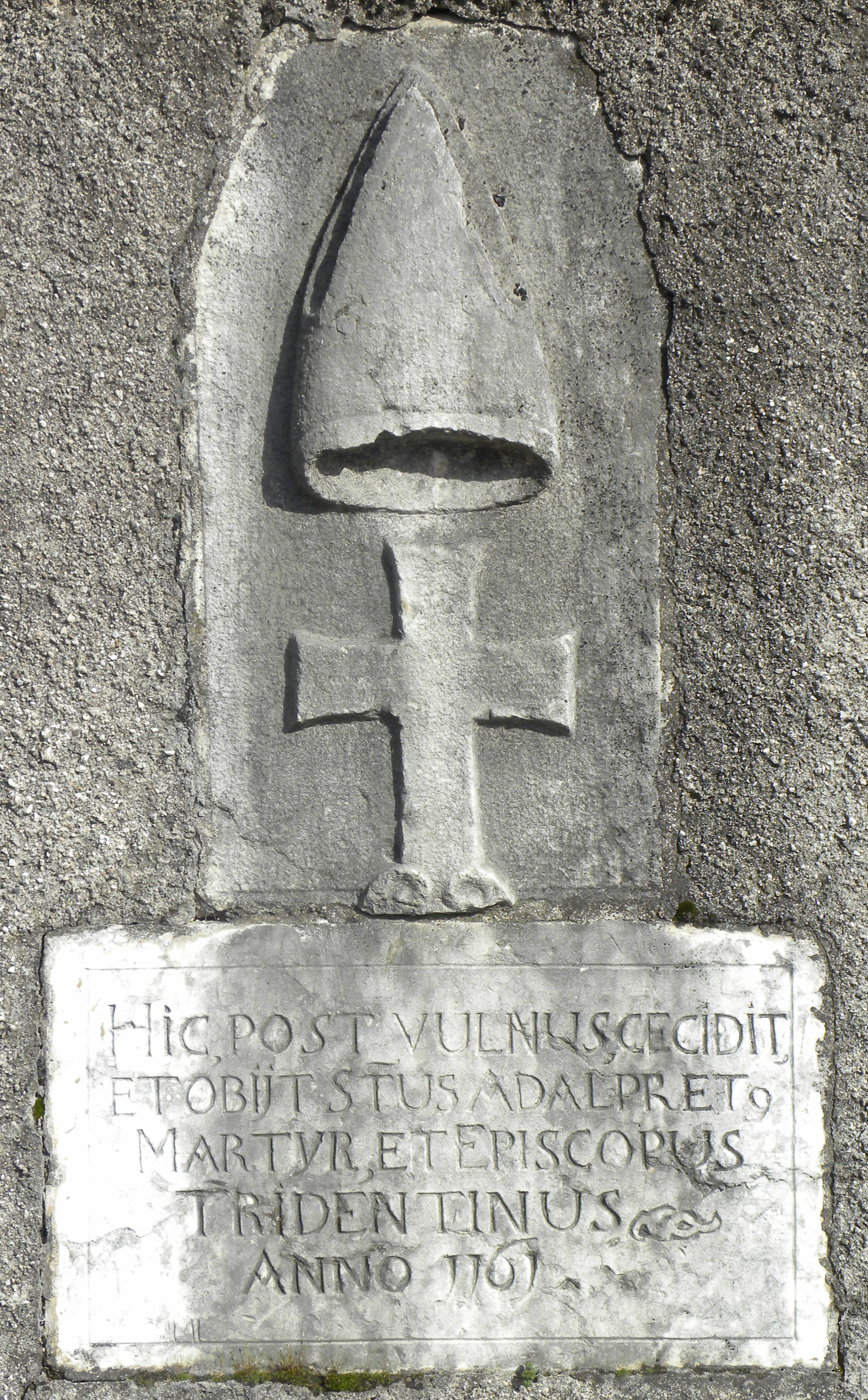
Lapide posta anteriormente al sagrato della chiesa messa in dubbio nella sua autenticità storica da Girolamo Tartarotti

Sul muro che sostiene il terrapieno quadrangolare del sagrato della chiesa di San Rocco (edificio della II metà del XVII secolo) di Rovereto esiste tuttora una lapide con croce astile, mitria ed epigrafe che ricorda il luogo dove, secondo tradizione popolare, si sarebbe svolta nell'anno 1177 una battaglia tra il Principe Vescovo ed alcuni feudatari trentini. Lo scontro si sarebbe concluso con la morte del presule, ucciso da Aldrighetto di Castelbarco.
La lapide, risalendo al XVII secolo, va intesa come un simbolo della devozione dei fedeli e non come un autentico documento storico.
Sempre nel XVII secolo lo studioso e filosofo roveretano Girolamo Tartarotti fece scoppiare una violenta polemica sulla presunta santità di Adalpreto. Nel 1752 scrisse una Lettera in cui affermava che in base ad analisi filologiche l'epigrafe non poteva essere credibile e sottolineava come Adelpreto non potesse essere considerato santo, poiché aveva perso la vita in uno scontro politico-militare e non per causa di fede.
L'accusa di non correttezza storica nei confronti di questo culto sulle prime non ebbe successo e la vicenda si concluse momentaneamente col rogo di un libro dello studioso, nel 1761. Quasi due secoli dopo tuttavia, a partire dal 1914, il suo nome venne omesso dal calendario diocesano: il suo culto era originato dalla devozione popolare e in mancanza di una causa di canonizzazione venne considerato non più "santo" ma "beato".
La morte di Adelpreto sarebbe avvenuta in realtà in un momento anteriore, il 20 settembre 1172, nei pressi di Arco, dove il presule si sarebbe recato per partecipare ad un placito. In quel luogo venne ucciso a tradimento e sul luogo dell'assassinio venne edificata una cappella dedicata al Beato Adelpreto, che in seguito fu dedicata a Santa Caterina d'Alessandria.
Esistono quindi due versioni storiche della vicenda che portò a morte violenta il vescovo, ma rimane accertato che venne sepolto nel duomo di Trento. Il suo presunto assassino (Aldrighetto di Castelbarco) si pentì e si ritirò per il resto della sua vita nel convento di San Giorgio in Braida a Verona.

## Culto e reliquie

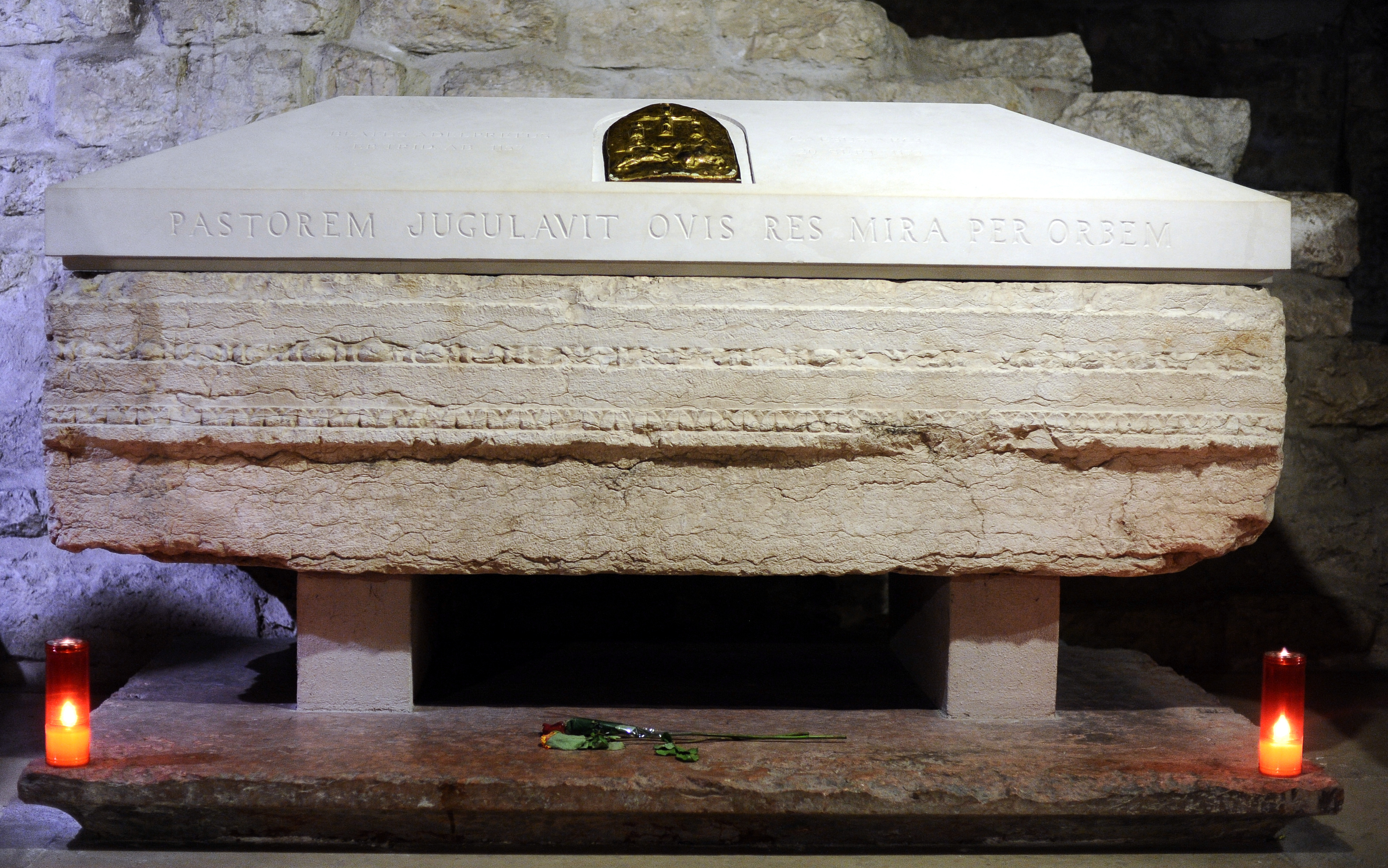
Dal 1977 i resti di Adelpreto sono custoditi in un antico sarcofago nella basilica paleocristiana di San Vigilio.

Dopo la morte violenta, considerata come martirio, le spoglie di Adelpreto furono trasportate e inumate nella sua cattedrale. Il corpo, sepolto nell'area della cattedrale dove venivano deposti i vescovi defunti, fu rinvenuto nel corso degli scavi attuati tra il 1966 e il 1977 che ricuperarono la basilica paleocristiana di San Vigilio. Nel 1977 i resti furono collocati entro un antico sarcofago, che fu posto all'interno della basilica stessa, dove ora si trovano.
Venerato come compatrono di Trento, la revisione del calendario diocesano effettuata nel 1914 ne riconsiderò il grado liturgico. La sua memoria - facoltativa per il resto della diocesi - si celebra nella cattedrale il 19 settembre. Il Martirologio Romano ne commemora il transito il 20 settembre.